# Move (Lied)
Move (englisch für Bewegen) ist ein englischsprachiger Popsong, mit dem die schwedische Gruppe The Mamas das Melodifestivalen 2020 gewann. Er wurde von Herman Gardarfve, Melanie Wehbe und Patrik Jean geschrieben. Mit dem Titel sollten sie Schweden beim Eurovision Song Contest 2020 in Rotterdam vertreten.

## Hintergrund und Produktion

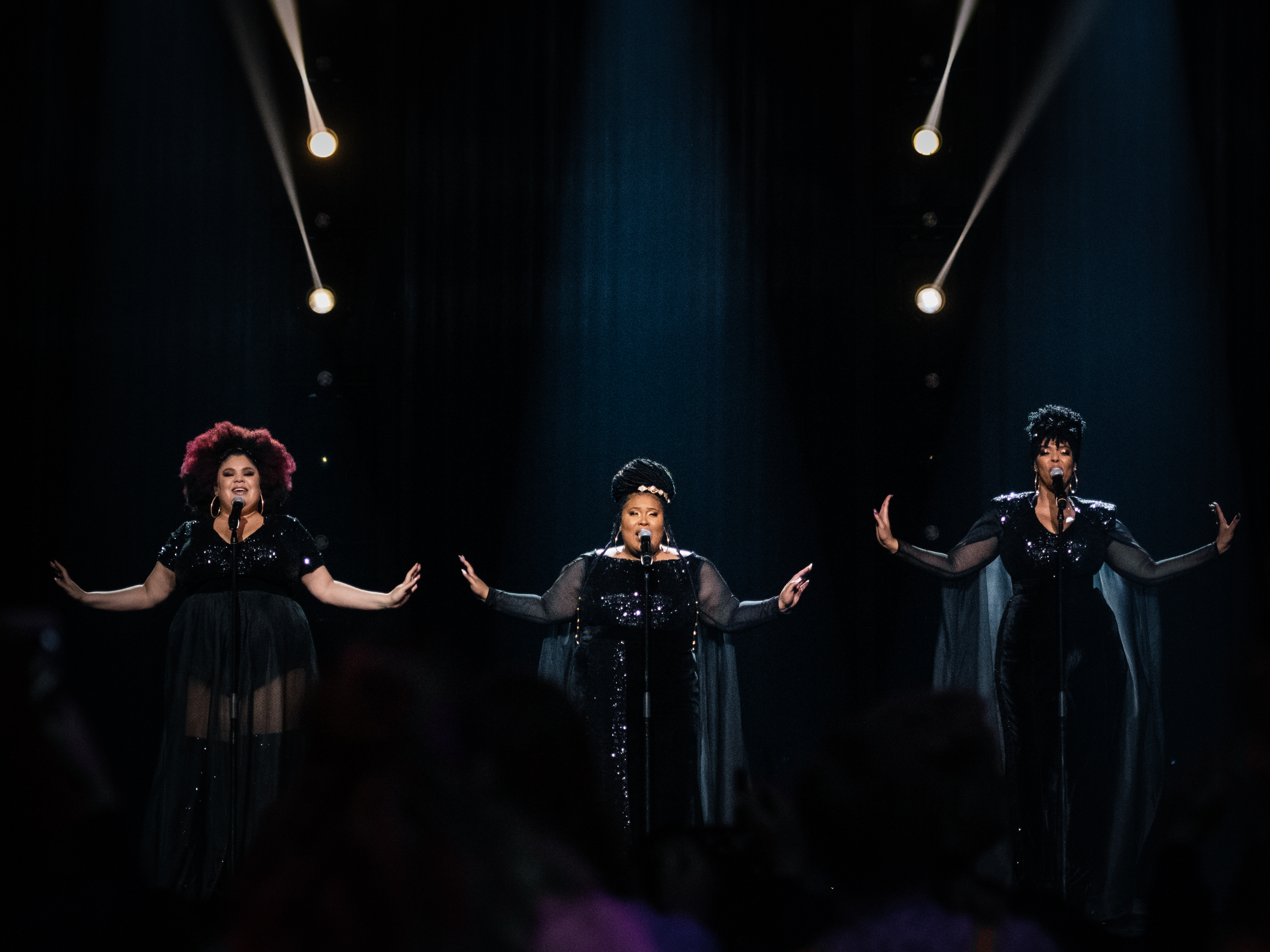
The Mamas im Finale des Melodifestivalen 2020

Die Gruppe, bestehend aus Ashley Haynes, Loulou Lamotte und Dinah Yonas Manna, nahm bereits im Jahr zuvor am Melodifestivalen mit John Lundvik teil, wo sie mit Too Late for Love den ersten Platz erreichten und Schweden beim Eurovision Song Contest 2020 in Tel Aviv vertraten. Am 26. November gab die Rundfunkanstalt Sveriges Television bekannt, dass The Mamas beim Melodifestivalen 2020 teilnehmen würden.
Aus dem am 1. Februar 2020 stattfindenden Halbfinale konnte sich die Gruppe für das Finale qualifizieren. Am 7. März fand schließlich das Finale statt, in welchem die Gruppe mit 137 Punkten und einem Punkt Vorsprung als Sieger hervorging.
Der Titel wurde von Melanie Wehbe, Patrik Jean und Herman Gardarfve getextet und komponiert. Gardarfve produzierte ihn außerdem. Auch war er mit Mike Eriksson für die Aufnahme und die Abmischung zuständig. Das Mastering erfolgte durch Holger Lagerfeldt. Wehbe nahm als Komponistin bereits beim Eurovision Song Contest 2019 für Dänemark mit dem Titel Love Is Forever teil. Außerdem war sie im selben Jahr Background-Sängerin für das Vereinigte Königreich und den Titel Bigger Than Us.

## Musik und Text
Der Song besteht aus zwei Strophen. Der Refrain wird von einem Pre- und Post-Chorus umgeben. Die Bridge wird nach der zweiten Wiederholung des Refrains sowie am Ende des Liedes gesungen. Inhaltlich gehe es darum, einander aufzumuntern und zu motivieren, wenn man sich schlecht fühle. Das Lied ist beeinflusst von Soul- und Gospelmusik. Der Songtitel kommt u. a. im Refrain vor, in dem davon gesungen wird, dass es keinen Berg gebe, den der Sänger nicht für sein Gegenüber bewegen würde (There ain't no mountain, baby, that I wouldn't move).

## Beim Eurovision Song Contest
Schweden hätte im ersten Halbfinale des Eurovision Song Contest 2020 mit diesem Lied auftreten sollen. Aufgrund der fortschreitenden COVID-19-Pandemie wurde der Wettbewerb jedoch abgesagt.

## Rezeption
Markus Larsson des Aftonbladet schrieb, dass die Gruppe zwar ein würdiger Gewinner sei, aber nicht das beste Lied gewann. Move habe Ähnlichkeiten mit dem letztjährigen Titel Too Late for Love und müsse sich mit einer Top-10-Platzierung zufriedengeben, aber sei kein Gewinnersong.
Der Blog ESCXtra lobte das gute Zusammenspiel der Interpretinnen auf der Bühne. Eurovisionary sagte, der Song verströme eine positive Stimmung und sei voller Energie. Laut ESC Kompakt sei der Song „kein auf Sieg getrimmter Beitrag vom Reißbrett“. Er sei solide, allerdings „nicht wirklich etwas Neues“. Insbesondere sei der Titel nicht so stark wie der vorherige schwedische Grand-Prix-Beitrag.

## Veröffentlichung und kommerzieller Erfolg
Die Single ist als Download seit dem 22. Februar 2020 erhältlich. Als Remixe wurden der Hogland-Remix, sowie der Rich Edwards Remix am 17. Juli veröffentlicht.
| ChartsChartplatzierungen | Höchstplatzierung | Wochen |
| ------------------------ | ----------------- | ------ |
| Schweden (GLF)           | 1 (13 Wo.)        | 13     |